# Cenakel (Soesterberg)
Het Cenakel is een voormalig klooster en gemeentelijk monument aan de Amersfoortsestraat 18 even buiten de bebouwde kom van Soesterberg in de provincie Utrecht. Het complex is sinds 2001 in gebruik als conferentiecentrum.
Een cenakel is een zaal voor het avondmaal en wordt ook wel refter genoemd.
In de 19e eeuw verkocht eigenaar P.A.C. de Haan Hugenholtz de buitenplaats Hoog en Wel aan de dames Van der Wiel, die het als pension Eikenhorst gebruikten. In 1920 werd het een missiehuis van de paters van Sint Jan. Op het terrein werd in 1939 een zusterklooster gebouwd van de Congregatie van de Dienaressen van de Heilige Geest van de Altijddurende Aanbidding. In 1959 werd het oude landhuis afgebroken om de bouw van een extra vleugel mogelijk te maken. Aan de linkerzijde is de kloosterkapel en aan de rechterzijde de vleugel uit 1959. Onder het gebouw is een groot souterrain. In 1999 verhuisden de zusters naar het klooster Cenakel in Utrecht.
In het naastgelegen gebouw aan de Amersfoortsestraat 20, was tot 1960 een kleinseminarie Missiehuis Sint-Jan van de missiecongregatie Gezelschap van het Goddelijk Woord gevestigd. In 1961 werd dit omgevormd tot het Kontakt der Kontinenten. Na het vertrek van de zusters in 1999 werd het klooster aangekocht door de stichting Kontakt der Kontinenten en verbouwd tot conferentiecentrum.